# Frukterianism

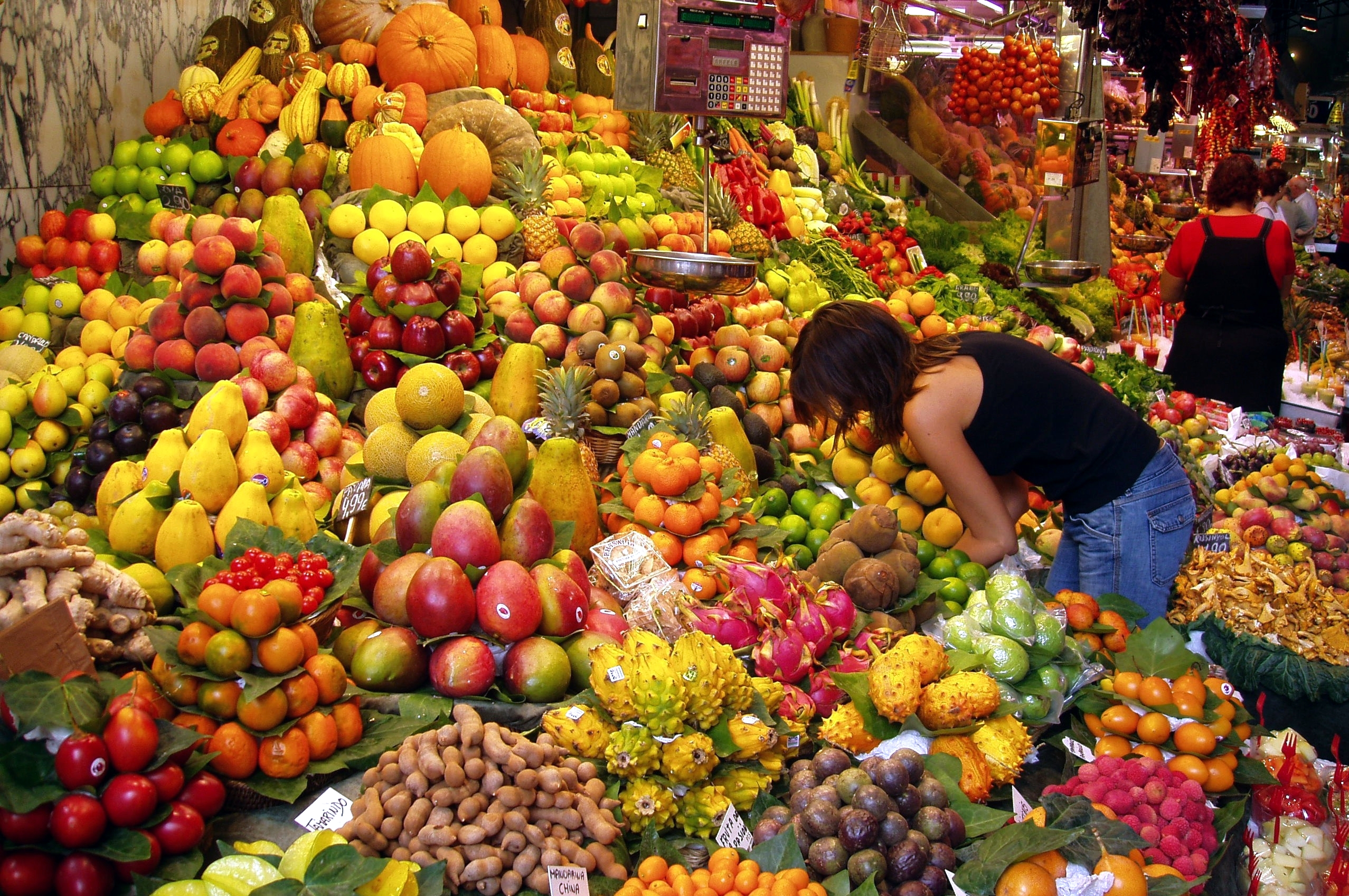
En fruktavdelning i Barcelona, Spanien.

En frukterian äter i princip endast frön, frukter, bär och nötter från växter och inga bladgrönsaker, animaliska produkter eller spannmål[källa behövs]. I dieten ingår grönsaker som botaniskt sett är frukter, exempelvis tomat och gurka. Tanken bakom är att man kan skörda växternas frukter utan att skada den enskilda plantan eller att plantan erbjuder frukterna för förtäring. I allmänhet är en person frukterian av etiska, religiösa, politiska, miljömässiga, kulturella, estetiska, sociala, hälsomässiga eller andra skäl. En frukterianisk diet är mer begränsad än en vegan- eller raw food-diet och innebär risker för hälsan, framför allt hos unga individer.

## Varianter
Många frukterianer äter endast frukt som växer ovan jord, de mest inbitna endast frukt som fallit eller som av naturen kommer falla. Vissa bibeltrogna kristna tror, baserat på Första Mosebok 1:29, att människans ursprungliga diet på Evas och Adams tid var frukterianisk[källa behövs]. Några frukterianer önskar, liksom jainister, att undvika att skada och döda någonting, inklusive växter. Vissa frukterianer säger att man gör moderväxten en tjänst genom att skörda vissa typer av frukter och att den köttiga frukten har utvecklats till att bli uppätna av djur för att uppnå fröspridning.

## Urdiet
År 1979 rapporterade professor Alan Walker, en paleoantropolog från Johns Hopkins University, om inledande studier av obemärkta tandemaljer hos tidiga hominider. Han lade fram teorin att förmänniskans förfäder hade en diet som mestadels bestod av frukt.

## Kliniska studier
År 1971 publicerades en korttidsstudie av B. J. Meyer i South African Medical Journal som beskrev hur lipidprofiler och glukostolerans förbättrades på en viss frukteriansk kost. I en tidigare studie från 1971 av Meyer testades en 45-årig lärare som påstod att hon bara hade ätit frukt de senaste 12 åren, och befanns vara i "god hälsa". I ett ytterligare försök i studien visade kroppsvikten hos överviktiga individer en tendens att "stabilisera sig" till en "teoretisk idealvikt".

## Hälsorisker
Enligt näringsfysiologer måste vuxna vara försiktiga att följa en frukteriansk kost för länge. En frukteriansk kost är inte lämplig för tonåringar och helt och hållet olämplig för barn.
En rent frukteriansk diet ökar risken för bristsjukdomar.  Näringsämnen som är särskilt svåra att få i sig tillräckligt av med en fruktdiet är protein, kalcium, järn, zink, vitamin D, de flesta B-vitaminer (särskilt B12), och essentiella fettsyror.  En frukteriansk diet är direkt olämplig för barn. Flera barn till frukterianer har dött till följd av kosten.